# Nowhere to Run (chanson)
Pour les articles homonymes, voir Nowhere to run.
Nowhere to Run est une chanson américaine du groupe Martha & Vandellas enregistrée pour le Label Gordy (Motown), en 1965.
Elle a été écrite par le trio d'auteurs-compositeurs de la maison de disques Holland-Dozier-Holland. Le clip a été réalisé dans les usines Ford de Détroit et suit la chaîne de montage d'une Mustang cabriolet.
La rythmique que l'on entend lors de la chanson provient de chaînes trouvées dans l'usine et qui ont servi à l'enregistrement.
Bandes originales d’œuvres cinématographiques dans laquelle la chanson est présente : 
- Good Morning, Vietnam (1988) de Barry Levinson ;
- USS Alabama (1995) de Tony Scott ;
- Baby Driver (2017) d'Edgar Wright.